# Regne de Deogarh

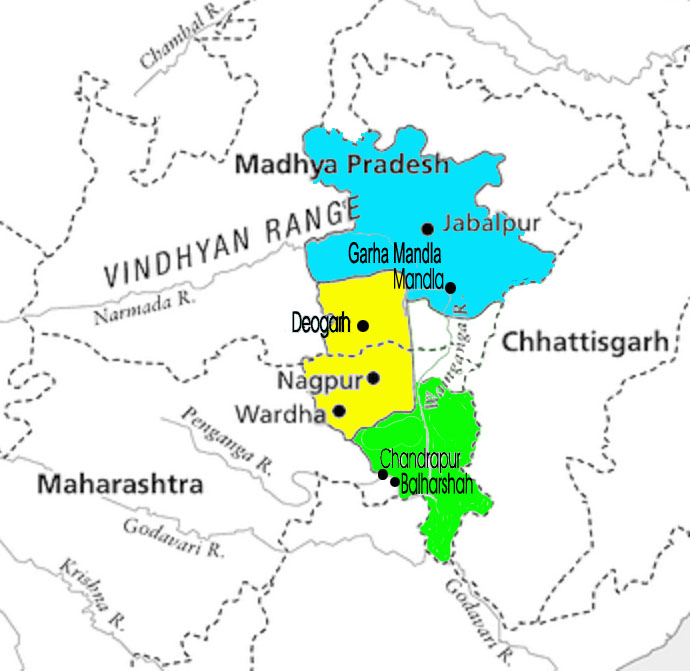
Els tres regnes gonds

El regne de Deogarh fou un estat gond que va existir al sud-est del regne gond de Chandrapur i al sud del regne gond de Garha-Mandla a Madhya Pradesh. No se sap quan es va fundar, ja que les notícies històriques apareixen al segle xvi però probablement ja existia al segle xiv si bé hi ha qui opina que es va formar a causa de la conquesta mogol de Chandrapur el 1563. Els reis de Deogarh es reconeixien feudataris de Garha-Mandla.
Després de la conquesta de Garha-Mandla el 1564, apareix aviat com a rei a la regió el quasi mític Jatba (Ajanbahu Jatbasha) el primer rei conegut El seu nom se li va donar per les seves llargues mans que a la part dreta s'estenien fins als genolls. Inicialment era vassall dels reis de Gaoli (Ransur i Ghansur) i després va donar la seva lleialtat al rei de Chandrapur. Després de la conquesta mogol d'aquest regne el 1563, fou feudatari de l'emperador Akbar el Gran. Va construir aleshores una fortalesa a Devgadh (Deogarh) a uns 40 km al sud-oest de Chindwara. No se sap qui el va succeir vers els anys 1580, ni els següents successors. El 1670 el regne va obtenir el districte de Seoni del que fou privat el regne de Garha-Mandla. Vers el 1700 apareix com a rei Bakht Buland que seria probablement el quart rei després de Jatba i es titulava raja de Devgad o Deogarh. Va estar al servei de l'emperador Aurangzeb i es va fer musulmà, i la cort mogola el va reconèixer oficialment com a raja de Deogarh i va afegir al seu territori territoris segregats de Garha-Mandla i de Chandrapur (parts de Nagpur, Balaghat, Seoni i Bhandara); també va annexionar el regne rajput de Kherla. Els moderns districtes de Chindwara i Betul també van acabar a les seves mans. Va fundar la ciutat de Nagpur a la que va donar el nom de Rajapur Barsa. Es creu que després de la mort d'Aurangzeb i aprofitant la descomposició del poder mogol, es va revoltar i va arrabassar nous territoris al mogols aprofitant la seva guerra amb els marathes.
El va succeir Chand Sultan que va perdre territoris davant els marathes i va acabar com a vassall dels rages marathes bhonsles de Nagpur. El 1739 el va succeir Wali Khan, fill il·legitim de Bakht Buland, que va usurpar el tron. La vídua de Chand Sultan va demana ajut al raja Bhonsle de Nagpur, Raghuji I, que va marxar a la zona, va matar a Wali Khan i va posar al tron a dos fills de Chand, Akbar i Burhan, que van governar junts durant quatre anys. El 1743 els dos germans es van enfrontar i Nagpur va obtenir l'ajut de Raghuji; Akbar fou enviat a l'exili a l'Estat de Hyderabad on hauria estat enverinat. En endavant el poder efectiu a Deogarh va quedar en mans de Raghuji Bhonsle amb Burhan Shah només com a governant nominal. Els seus descendents van seguir en aquesta mateixa posició. Sota els britànics foren pensionats per l'estat. Els noms dels reis no són coneguts.